# エルンスト・ヘルマン・ファン・ラッパルト
エルンスト・ヘルマン・リッデル・ファン・ラッパルト（オランダ語: Ernst Herman ridder van Rappard、1899年10月30日 - 1953年1月11日）は、オランダの国家社会主義者、反ユダヤ主義者、国家社会主義オランダ労働者党党首。後にドイツの武装親衛隊に所属した。

## 経歴
オランダ領東インドで機関長を務めるオスカル・エミーレ・リッデル・ファン・ラッパルトのもとに生まれた。彼の家は騎士号（リッデル）を持つオランダの上流階級であり、彼自身も騎士号を受けている。弟は後にアントワープオリンピックでサッカー銅メダリストとなるオスカル・ファン・ラッパルトである。ファン・ラッパルトはベルリンやミュンヘンで経済学を学んだが、そこで徐々にナチズムへ傾倒していった。
1931年、ファン・ラッパルトは国家社会主義オランダ労働者党（NSNAP）を創設し、自身が党首に就任した。当時、オランダにはオランダ国家社会主義運動（NSB）やオランダファシスト連盟など他の国家社会主義政党が存在していたが、NSNAPは第三帝国へのオランダの完全併合を主張するなど最も過激であった。この政党は後にNSNAP＝ヒトラーべウェーヒング（ヒトラー運動）と改称したが、アドルフ・ヒトラーからは改名を求められている。
彼のこうした運動は1939年までに廃れていったが、1940年のドイツによるオランダ侵攻を機に復活した。しかし、その翌年にはオランダ国家社会主義運動を除くすべての政党は解散させられた。政党は解散したが、ドイツはファン・ラッパルトに対しNSBに加わるよう要請している。
政党解散後、ファン・ラッパルトは武装親衛隊に加入した。第1SS装甲師団に所属し、ユーゴスラビアやギリシアなどに配属されたが、実際の戦闘には加わっていない。オランダに帰国したが、彼はNSBに加入することを拒否し、次いで第5SS装甲師団に移った。ここでの活動中、コーカサスで負傷している。その後も彼は武装親衛隊の様々な部隊を一将校として渡り歩き、1944年8月にエストニアで負傷した際には二級鉄十字章を受章した。
終戦後、ファン・ラッパルトはカナダ軍に捕らえられ、ユトレヒトやスヘフェニンゲンに移送された。ドイツに組した罪を問われた彼は、1949年に死刑判決を受けたが、これは後に終身刑へ変更された。レーワルデンやブレダの収容所に収監されていたが、1953年にフフトの病院で脳内出血により死亡した。